# (100050) Carloshernandez
(100050) Carloshernandez (1991 TR15) – planetoida z pasa głównego asteroid okrążająca Słońce w ciągu 4,2 lat w średniej odległości 2,6 j.a. Odkryta 6 października 1991 roku.